# リンドバーグ (漫画)
『リンドバーグ』（LINDBERGH）は、アントンシクによる日本の漫画作品。『ゲッサン』（小学館、月刊少年サンデー）にて、2009年6月号より2013年5月号まで連載。単行本全8巻（2013年6月最終巻発売）。単行本1巻のキャッチコピーは「複葉機+ドラゴン!=飛空ファンタジー!?」。

## あらすじ
空を飛ぶことが禁じられている、隔絶された霧深き王国・エルドゥラ。代々その国で「ボーダー守り」と呼ばれる家系に生まれた少年・ニットはプラモという不思議な生物と共に、空を飛ぶことに憧れながら暮していた。ある日、国の外から謎の生物「リンドバーグ」に乗ってやって来た男・シャークと出合ったことで、外の世界に冒険の旅に出る。

## 登場人物、生物

### 主要人物、生物
ニット
本作品の主人公。代々「ボーダー守り」と呼ばれる家系に生まれた12歳の少年。不思議な生物のプラモと、チャックという小鳥と暮らす。父亡きあと、今は羊を飼っており、羊飼いのように街の人々の羊を預かり世話をすることで生計を立てている。
父のメリウスが国禁の「飛翔罪」を犯した上に死亡したことにより、「飛翔罪犯の息子」として不遇を囲うも、ナンナやモーリンによって無事に日々を過ごしている。だが実は亡き父と同じく、空を飛ぶことに憧れており、自宅の地下にある父譲りの秘密の作業場で「翼」と過ごすことを楽しみとしていた。
シャークとの邂逅を経て、外に広がる世界を見たい、という思いを実現するために、プラモとシャークと共に冒険へと旅立つ。
エルドゥラから脱出後はシャークによりシャーク空賊団の一員とされ、歳下であることから一番格下の扱いを受ける。シャーク空賊団が商会の輸送船を襲ったことに対しては憤り、シャークに対しても憎いという感情を持ってしまう。だが、連行された人々を開放したことなどから再び信頼の気持ちが起き、シャーク空賊団の一員として生活を続けていく。
ルゥルゥが「シャントス・エア・レース」に出場したいと言った際、シャークの提案でプラモと共に参加することとなる。
プラモ
ニットの「相棒」。共に暮らす不思議な生物。外見はトカゲのようだが行動パターンや「ワン」という鳴き声などは犬のようである。雨の中、「ボーダー」で卵から孵化したばかりのところをニットとメリウスが発見し連れて帰った。
その正体は「リンドバーグ」の幼獣である。ニットが王に捕まったとき、その飛翔能力を開花させる。メリウスが遺して行った「翼」を装着し、冒険へと旅立つ。
シャーク空賊団ではハーネスを取ってもらったことからルゥルゥに懐く。
ティルダからその姿を「愛しげな」と言われ、無理矢理連れ去られそうになった。
シャーク
「リンドバーグ」と呼ばれる巨大な生物に乗り、空を飛んで外界からやって来た謎の男。その名の通り鮫のごとく尖った歯を持っている。その歯と逆立った髪、オルニソス王家の兵隊多数をなぎ倒した武勇伝から、エルドゥラの人々から空から来た「鬼」と恐れられる。
旅立つ前日訪れた「“つばさ”屋」でアクラから、自分の生き方に後悔なぞ無いと思っている目、と評される。ニットを「必ず返せ」と言われるも返事はしなかった。
旅立つ直前王宮に忍び込む。オルニソス王から飛翔を禁じている真相を聞いた結果、銃口を向けた。
ニット、プラモとの待ち合わせには遅れるも、辛くも間に合い、共に再び旅立った。
その正体は「シャーク空賊団」の船長である。エルドゥラから脱出、「守護者」の追尾を逃れた後シャーク空賊団と合流してからは、ニットを船の一員とし、一見冷たい対応を取る。
グリアード商会の輸送船を襲撃した際、憎しみを持ったニットから悪人と呼ばれ、ある決意を聞かされるが、この言葉を気に入り、「この世界のありのままを」見定めてくれと思う。
ニットが銃を持つことに対してはある思いを持っているようで、ニットに対しては「さわるんじゃない」と言い、ルゥルゥにも「ニットに銃は扱わせるな」と厳命している。

### エルドゥラの人々
モーリン
ナンナの妹。ニットの友達だが、実は密かに好いている。ニットはその思いに気付いていない。
旅立つニットを見送り、「“つばさ”屋でずっと待ってる」と告げた。
ナンナ
酒場「“つばさ”屋」を営む女性。メリウスの昔なじみで、ニットを家族のように迎えている。実はメリウスのことが好きであったらしい。
飛翔罪で捜索されているニットに「本当の家族」にならないか、と申し出るも、その決意を覆すことは出来なかった。
アクラ
ナンナの夫。共に「“つばさ”屋」を営む。ニットとの関係は微妙であったが、実は感情表現が下手なだけで、「家族」として心配していた。またメリウスのことも「親友」と思っていた。
旅立つ前日に「“つばさ”屋」に現れたシャークに酒を奢り、ニットとプラモを「必ず返せ」と告げた。
メリウス
ニットの父。故人。代々の「ボーダー守り」の家系。空を飛ぶことに憧れ、「翼」を自作していた。物語の始まる1年前に行った飛翔実験中、「ボーダー」から墜落死した。そのせいでニットも「飛翔罪」犯の息子として不遇な毎日を送ることとなった。
飛行以外に天文、気象、歴史についても研究していた。
オルニソス
エルドゥラの王。名前は不明。オルニソス王家の当主で、称号は「オルニソス陛下」。紋章は鳥の翼で、空を飛ぶことはそれを模したこととなり不敬に当たる、として禁じている。だがそれは表向きの理由であった。
旅立つ直前のシャークに王宮に忍び込まれる。飛翔を禁じた理由が「エルドゥラの全てはわしの物」という身勝手な理屈により国からの人民の流出を防ぎたいだけである、ということがシャークにばれ、銃口を向けられる。
グレコ・オルニソス
エルドゥラの王子。オルニソス王の息子で父同様権力を笠に着た暴虐な少年。ニットを「罪人の息子」と呼び何かと辛く当たる。モーリンに気がある。本性は気が弱く、弱い者いじめをすることによりうさ晴らしをしている。

### シャーク空賊団
ミティオ
シャークをエルドゥラまで乗せて来たリンドバーグ。森に墜落し瀕死となったところをオルニソス王家の兵隊に生け捕りにされ、王の命令により「空飛ぶ悪魔」として処刑された。
ルゥルゥ
シャークを慕う褐色の肌の少女。シャークの命令でニットの世話係となる。タタン曰く怖い人。ニットを子供扱いするが、トペトロからは「お前も子供」と思われている。シャークに目を掛けられているニットには対抗意識を持つ。
その対抗意識からシャントス・エア・レース出場の意思を示し、シャークにも許された。出場はニットの鼻を明かしたいからであったが、シャークによりニットも参加することとなり、さらに対抗意識を燃やす。
タタン
シャークの命令でルゥルゥと共にニットの世話係となる。自身より歳下ということで、一方的ではあるが兄貴分的な立ち位置となる。
リンドバーグに乗ることには余り興味が無く、シャークに憧れている。
トペトロ
シャークから「トペトロの旦那」と呼ばれている年長のメンバー。シャークに対し「収穫」があったのかを訊ね、あったとの答えには驚いていた。尚、「収穫」の具体的な内容は作中ではまだ明らかにされていない。
ニットとルゥルゥがシャントス・エア・レースに出場することが決定した時には2人に稽古を付けるのに燃え、島に練習用の設備を自作までした。

### その他
ティルダ
グラナロッサ王国女王エスペランサの妹姫。どこからかニットとルゥルゥの稽古を見ていたようで、ある日虫喰い島に飛んで来る。プラモを気に入り勝手に「プリシラ」と名づけ無理矢理連れて帰ろうとする。その際追ってきたニットの能力を、結果的にではあるが開花させる切っ掛けを作った。容姿はタタン曰く「カワイイ」。ロメロという付き人がいる。

## 用語
リンドバーグ
空を飛ぶことが出来る謎の生物。頭にはゴーグルのような突起があり、尾は飛行機の尾翼のような形をしている。後ろ足が空気を捉え「空気を蹴る」ことが出来、これを「ジャンプ」と呼ぶ。自身単体で出来る「ジャンプ」を、複葉機のような翼と着陸用の車輪をハーネスという装具で装着することにより「飛行」に変えることが出来る。
プラモの種、「守護者」の種、シャーク空賊団の主力「第一の兵士（プリメル・ソルダ）」、グラナロッサ王国国定十種「薔薇の剣（エスパダ・デ・ラ・ロサ）」など、幾つもの種がある。
ボーダー守り（ボーダーもり）
エルドゥラを外敵から守る役目を担う人々。ニットの一族は代々この「ボーダー守り」の家系であった。
シャーク空賊団
シャークを船長とする空賊団。時代遅れの旧式船（ハイヒール）である「ドラグランジュ号」という名の飛行船で商船や軍艦を襲撃している。「喰らいつきしゃぶりつくす」とのことで「人喰い鮫」の通り名で呼ばれている。
但し「空賊団」と言っても、ただの「強盗集団」ではなく、連行された人々を解放するなどの義賊である。
「虫に喰われたような」入り江を持つ小島、「虫喰い島」にアジトを持つ。
グリアード商会
大規模な商人。モスキートンという型の最新式の武装輸送船を持ち、グラナロッサ王国の女王の認可証を得ている正式な団体だが、地方の小規模なリンドバーグ牧場に対し、まるで人身売買の様に連行するなど、非合法な活動も行っている模様。「シャーク空賊団」の「獲物」となっている。
シャントス・エア・レース
虫喰い島に近い町、シャントスで2年に1回開催されるリンドバーグの競争大会。通常は優勝賞金も「ケチくせぇ」額だったようだが、今回は額が上がった模様。

## 主な舞台
エルドゥラ
ニットたちが代々生まれ育った王国。霧深き国。四方を「ボーダー」と呼ばれる絶壁に囲まれ、世界から隔絶されている「天空の秘境」。王家によって、空を飛ぼうとすることが禁じられている。シャークが来るまで、何百年もの間、外界からの訪問者は無かった。
その立地は「巨大な”何か”」の上に土地があり、常に空中を移動している。リンドバーグの一種らしい「守護者（ガルディアン）」という名の「歴史の番人」と呼ばれる生物に守られていた。
シャークらの世界では「伝説の宝島」と呼ばれており、数百年もの間その存在が確認されていなかったことから、既に「おとぎ話」の1つとなっていた。
虫喰い島
シャーク空賊団のアジトのある島。「虫に喰われたような」入り江を持つ、岩山の断崖で出来た小島である。シャーク空賊団の家族や何頭ものリンドバーグが暮らす。
グラナロッサ王国
シャークらの世界を治めている王国。現在の王はエスペランサという名の女王である。

## 書誌情報
- アントンシク 『リンドバーグ』 小学館〈ゲッサン少年サンデーコミックス〉、全8巻
  1. 2009年12月17日初版発行（2009年12月12日発売）、ISBN 978-4-09-122105-6
  2. 2010年6月16日初版発行（2010年6月11日発売）、ISBN 978-4-09-122383-8
  3. 2010年11月17日初版発行（2010年11月17日発売）、ISBN 978-4-09-122615-0
  4. 2011年6月10日発売、ISBN 978-4-09-122839-0
  5. 2011年12月12日発売、ISBN 978-4-09-123314-1
  6. 2012年6月12日発売、ISBN 978-4-09-123613-5
  7. 2012年11月12日発売、ISBN 978-4-09-123870-2
  8. 2013年6月12日発売、ISBN 978-4-09-124272-3